# Babino (Białoruś)
Babino (biał. Бабіна, Babina) – wieś na Białorusi, położona w obwodzie grodzieńskim w rejonie grodzieńskim w sielsowiecie porzeckim. 
W latach 1921–1939 Babino należało do gminy Berszty w ówczesnym województwie białostockim.
Według Powszechnego Spisu Ludności z 1921 roku wieś zamieszkiwały 32 osoby, wszystkie były wyznania prawosławnego i zadeklarowały inną przynależność narodową. Było tu 5 budynków mieszkalnych. W pobliskiej leśniczówce o tej samej nazwie mieszkało 5 osób, wszystkie wyznania rzymskokatolickiego i narodowości polskiej.